# Пори року в Буенос-Айресі
«Пори року в Буенос-Айресі» (ісп. Cuatro Estaciones Porteñas, Estaciones Porteñas) — цикл з чотирьох композицій (танго) аргентинського композитора Астора П'яццоли, які він написав між 1965 і 1970-м роками. Слово Porteñas стосується тих, хто народився в Буенос-Айресі. Окремі частини твору спочатку були написані як самостійні композиції і тільки потім були об'єднані під однією назвою. І навіть зараз усі чотири частини разом виконуються не так часто. Сам П'яццола виконував їх як разом, так і окремо одну від одної. Найчастіше це був створений П'яццолою квінтет (струнні інструменти з участю бандонеона, що виконував сольну партію). 1970 року композитор вирішив об'єднати ці чотири твори в цикл, що зробило його подібним до чотирьох концертів Антоніо Вівальді — «Пори року».

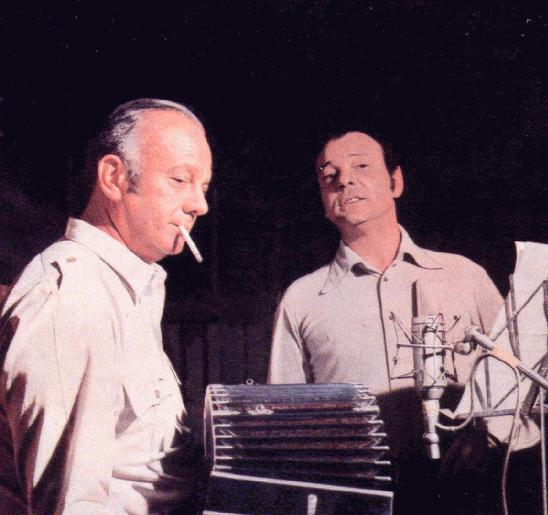
1970. Астор П'яццола і
Гораціо Феррер

Твір «Пори року в Буенос-Айресі» складається з таких частин:
1. Літо в Буенос-Айресі (Verano Porteño). Написана в 1965 році як музика до п'єси «Золота Меленіта» Альберта Родрігеса Муньоса.
2. Осінь в Буенос-Айресі (Otoño Porteño). Написана в 1969 році.
3. Весна в Буенос-Айресі (Primavera Porteña). Написана в 1970 році, містить контрапункт.
4. Зима в Буенос-Айресі (Invierno Porteño). Написана в 1970 році.

Твір виконується як солістами, так і в оркестровому виконанні. Створений Астором П'яццолою квінтет виконував цей твір у складі струнних інструментів з участю бандонеона, що виконував сольну партію. Струнний ансамбль складається з електричної гітари, фортепіано та скрипки (або альта). Незабаром з'явилися різні транскрипції і оркестрування, до яких автор ставився з схваленням.
На концертах твір «Пори року в Буенос-Айресі» дуже часто виконується з подібним, не менш популярним твором, циклом концертів «Чотири пори року» Антоніо Вівальді («Весна»-«Літо»-«Осінь»-«Зима»).